# Ciocârlești, Iași
Ciocârlești este un sat în comuna Scânteia din județul Iași, Moldova, România.

## Monumnet istoric
- Conac (sfârșitul secolului XIX); IS-II-m-B-04122